# Drawski Park Krajobrazowy
Drawski Park Krajobrazowy – park krajobrazowy w województwie zachodniopomorskim, obejmujący najcenniejszy fragment Pojezierza Drawskiego zajmujący tereny sześciu gmin.
Park został utworzony w 1979 roku. Obejmuje obszar 38 360,17 ha, natomiast jego otulina liczy 23 560,41 ha.
Znajdują się tutaj cenne obiekty krajobrazowe, jeziora (największe Drawsko), wały morenowe, głazy narzutowe. W parku występuje ponad 40 gatunków roślin chronionych prawnie, zaś awifauna to 148 gatunków ptaków lęgowych (m.in. orły, czaple, żurawie, bocian czarny, kormoran). Wśród ryb obecne są m.in. sandacz, okoń, węgorz i sielawa.
W parku znajduje się 7 rezerwatów przyrody (oraz 2 w otulinie) i około 300 pomników przyrody. Od 2012 roku park wchodzi w skład Zespołu Parków Krajobrazowych Województwa Zachodniopomorskiego w Szczecinie.
W roku 2020 Zespół Parków Krajobrazowych Województwa Zachodniopomorskiego podpisał umowę na sporządzenie planu ochrony dla parku.

## Rezerwaty przyrody
1. Brunatna Gleba
2. Dolina Pięciu Jezior
3. Jezioro Czarnówek
4. Jezioro Prosino
5. Przełom rzeki Dębnicy
6. Torfowisko nad Jeziorem Morzysław Mały
7. Zielone Bagna

### Rezerwaty w otulinie parku
1. Brzozowe Bagno koło Czaplinka
2. Torfowisko Toporzyk

## Administracja Drawskiego PK
Park administrowany jest przez Zespół Parków Krajobrazowych Województwa Zachodniopomorskiego
ul. Kopalniana 2
70-760 Szczecin